# Чангуон
Чангуон (на корейски: 창원시) е град в Югоизточна Южна Корея. Населението му е 1 068 955 жители (по приблизителна оценка към декември 2018 г.), а площта му е 743,48 кв. км. Намира се в часова зона UTC+09:00. Развита е тежката промишленост.